# Flittas
Les Flittas  (en arabe : فليتة) forment une confédération tribale arabe originaire d'Algérie. Elle est concentrée surtout dans l’Ouest de l’Algérie (Oranie),, car elle occupe une grande partie de la wilaya de Relizane et une partie de les wilayas de Tiaret, Mascara et Mostaganem. Elle a joué de nombreux rôles historiques, notamment son serment d'allégeance à l'émir Abdelkader et sa résistance à l'occupation française en lançant la révolution des Flittas en 1864.

## Étymologie
Selon Ibn Khaldoun, le nom Fllitas remonte aux descendants de Zaghba et son arbre généalogique est le suivant  : Flittas ibn Soueid ibn Ameur ibn Malek Ibn Zoghba 

## Origines
Ibn Khaldoun parle de l'origine de la tribu Flittas et l'attribue à la tribu Soueid, branche de la grande tribu hilalienne des Zoghbas,. Elle s'est également alliée aux familles maraboutiques de Sidi Ali ibn Yahya, descendants de Fatima el-Zahra, fille de Mahomet. qui se sont installés dans des terres accidentées dans les montagnes et se distinguaient par leur ferveur religieuse.

## Géographie

### Situation
| Medjahers | Oueld Sidi laribi | Oueld Sidi laribi |
| Medjahers | Flittas           | Beni-Ouragh       |
| Bordjia   | Zdama             | Gueblia           |

## Fractions de tribu
La tribu de  Flittas est divisée en 19 branches, qui sont les suivantes, :
1. Ouled souid
2. Belhia
3. El Hararta
4. Ouled Arzin
5. Ouled Rafa
6. Ouled Sidi Yahia Sghir
7. Ouled Sidi Yahia ben Ahmed
8. Ouled Sidi Bakhadda
9. Ouled Sidi Lazreg
10. El Chouala
11. El Anatra
12. Ouled Bou Ali
13. El Hassassna
14. Ouled Yahia
15. Béni Yessaad
16. Béni Derkoune
17. Ouled Berkat
18. Ouled Rached
19. Ouled Ameur
20. Ouled Sidi Mohamed ben Ahmed
21. Beni Louma
22. Ammamra

## Histoire

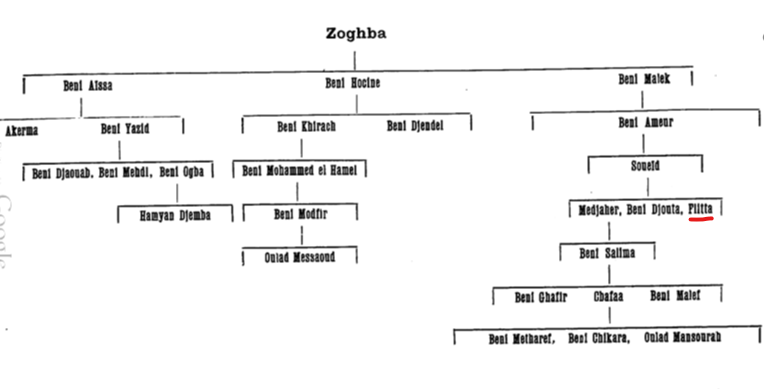
Arbre généalogique des Zoghba

### Époque médiévale islamique
Ibn Khaldoun a mentionné que le sultan Yaghmoracen Ibn Ziane avait installé des Arabes Souied dans la région de Batha sous la bannière de trois cheikhs : Omar ben Mehdi, Atia et Tarad. En même temps, il a mentionné que Flittas faisait partie de la tribu Soueid, mais qu'ils étaient peu nombreux.
Au XIVe siècle, le triangle géographique entre Mazouna, Souk El-Mito et Qalʿat ibn Salâma passa sous le contrôle de la tribu Soueid, Le sultan Ibn Anan a confié la direction de la région à cheikh Ouennzemmar Ibn Arif 

### Époque ottomane

Les provinces de la Régence d'Alger

Au début au milieu du XVIe siècle, les Ottomans expulsèrent les Espagnols des ports algériens, à l'exception d'Oran et de Mers el-Kébir. Ils établirent la régence d'Alger et le divisèrent en trois provinces appelées beyliks. La tribu des Flittas était sous l'autorité du beylik de l'Ouest, et cette période fut marquée par une rébellion de la tribu des Mehals, réprimée par le bey de Mazouna Chaban-ez-Zenagui  les Turcs créèrent un nouveau corps Caïdat des Flittas pour maintenir la sécurité dans la région. Mohamed ben Othmane, qui devint bey de Mascara, prit la tête de cette Caïdat, et libéra définitivement Oran des Espagnols, transférant le siège du pouvoir dans cette ville. Un mausolée fut construit en l'honneur de Sidi M’hamed Benaouda pour célébrer les efforts répétés de la tribu des Flittas dans la libération d'Oran.
En 1802 une rébellion générale éclata dans le beylik de l'Ouest, dirigée par un chef religieux, Abdelkader ben Chérif, appartenant à la confrérie des Derkaoua, suivie par la tribu des Flittas. Mais les Turcs les vainquirent et leur infligèrent de sévères punitions.

### Époque de l'émir Abdelkader

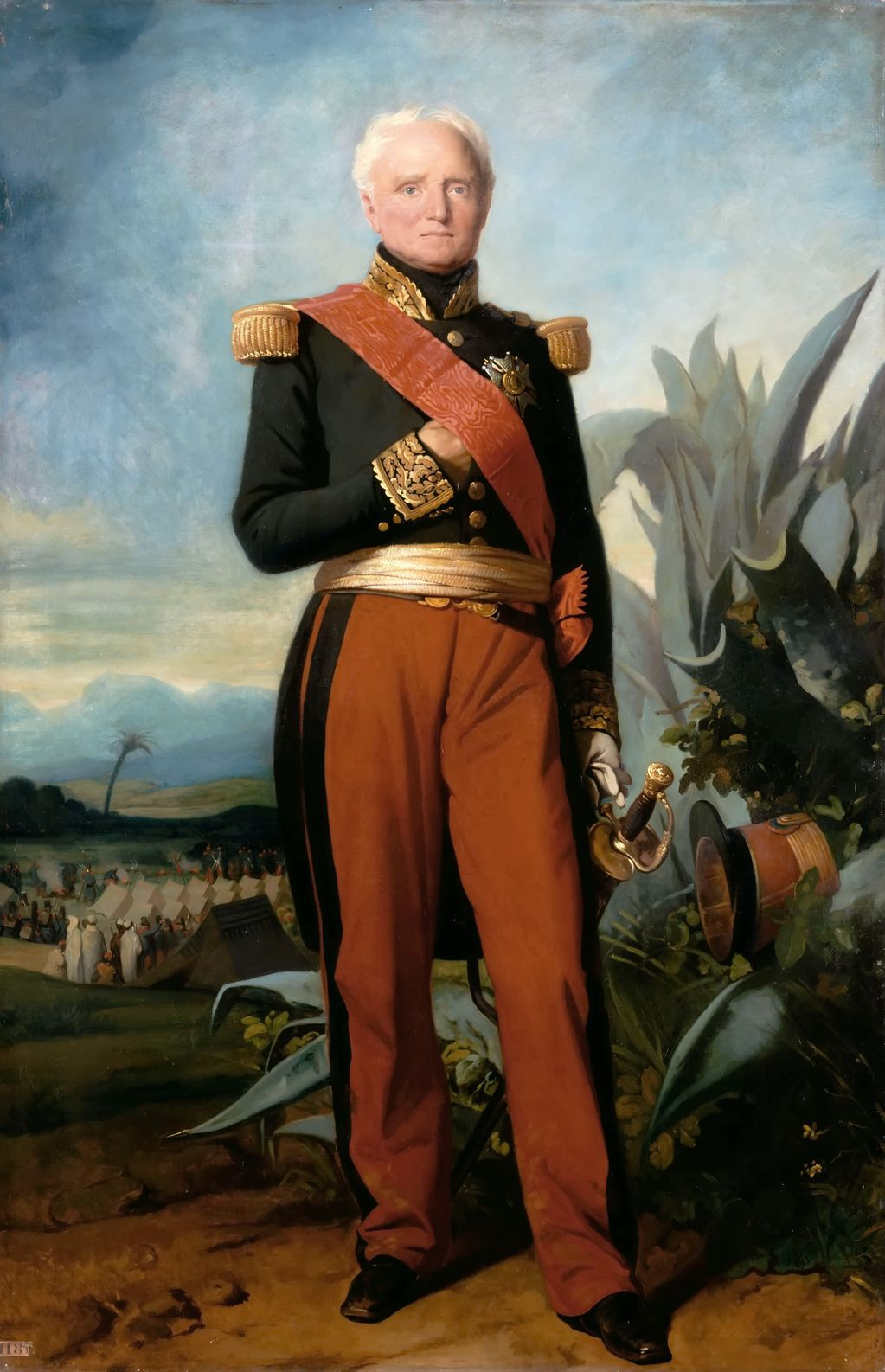
Bugeaud, Thomas

Par son alliance avec l'émir Abdelkader en 1832,il l'appelait Aghalik  Fllitas  et contribue au renforcement de l’armée de l’émir avec des chevaliers, des soldats et des munitions, la tribu représentait un véritable défi pour les colonialistes français la tribu constituait un véritable défi. En 1841 Le général Bugeaud a essayé de convaincre la tribu d'abandonner la résistance, et il a envoyé un message spécial par l'intermédiaire du général Daumas, mais la réponse de la tribu a été plus obstinée et plus provocatrice envers les Français, et la réponse de son chef a été la suivante : 

« Vous nous dites que vous êtes une nation forte et puissante et que nous ne pouvons lutter contre vous. Les puissants et les forts sont justes. Vous voulez cependant vous emparer d’un pays qui ne vous appartient pas. Et puis, si vous êtes riches, que venez-vous faire chez un peuple qui n’a que de la poudre à vous donner ?.
 Vous nous menacez encore d’incendier nos mois sons et de les faire manger à vos chevaux et vos bêtes de som me ; que de fois déjà n’avons-nous pas éprouvé de pareils malheurs. Nous avons eu de mauvaises années, nous avons vu les sauterelles, la disette, et Dieu, pourtant, ne nous a point abandonnés, car nous sommes croyants, Arabes, et la misère ne peut tuer les Arabes... Nous ne nous soumettrons donc ja mais à vous »

— Mostefa Lacheraf, L'Algérie nation et société
En conséquence, les Forces armées françaises ont été secouées à plusieurs reprises par les coups les plus violents qui leur ont été portés. L'assassinat du général Mustapha Ben Ismaïl dans les environs de Zemmora en 1843, et les combats militaires se sont intensifiés par la suite avec leur alliance avec le révolutionnaire Bou Maza en 1845.

### Époque coloniale française
L'émir Abdelkader éliminé, les autorités coloniales commencèrent à établir des centres d'implantation dans la région, comme Yellel, Relizane et Zemmora, mais se heurtèrent en 1864 à une violente révolution populaire menée par Sidi Lazraq Belhadj, dont l'armée était capable de détruire Rahouia et Zemmora, et assiège Relizane le 1er juin 1864. Après sa mort, son successeur, Si Abdel Aziz fut dans la résistance jusqu'en août, jusqu'à ce qu'il soit arrêté et exilé avec ses soldats en Corse.

## Culte
Les habitants de la tribu Flittas adhèrent aux doctrines sunnites du malikisme, et comme la tribu comprend de nombreuses familles maraboutiques (chorfa), qu'elles soient les descendants d'Al-Hassan ibn Ali, comme les Ouled Sidi Harratet les fils de Sidi Tayfour, ou les descendants d'Al-Hussein ibn Ali comme les fils de Sidi Ali Ben Yahia, ils devinrent des chefs spirituels et diffusèrent les enseignements et traditions soufies. Les Français enregistrèrent le phénomène du soufisme dans la tribu.
|    | L’ordre soufi | Khouan | Mokadem | Chefs                                                                              |
| -- | ------------- | ------ | ------- | ---------------------------------------------------------------------------------- |
| 01 | Rahmania      | 1131   | 58      | - El Hadj Abdel Kader bel Mekki - Si el Habib ben Naïch - Si el Missoum Ben Ouadah |
| 02 | Darkaouia     | 203    | 15      | - El Hadj ben taib                                                                 |
| 03 | Quadiria      | 104    | 15      | - El Arbi ben rahal                                                                |
| 04 | Taibia        | 67     | 06      | - El Hadj ben taib ben mazouz                                                      |
| 05 | Aïssaouia     | 11     | 01      | - Khelil ben Aissa                                                                 |
| 06 | Ziania        | 11     | /       | /                                                                                  |
| 07 | Snoussia      | /      | /       | /                                                                                  |

## Coutumes et traditions

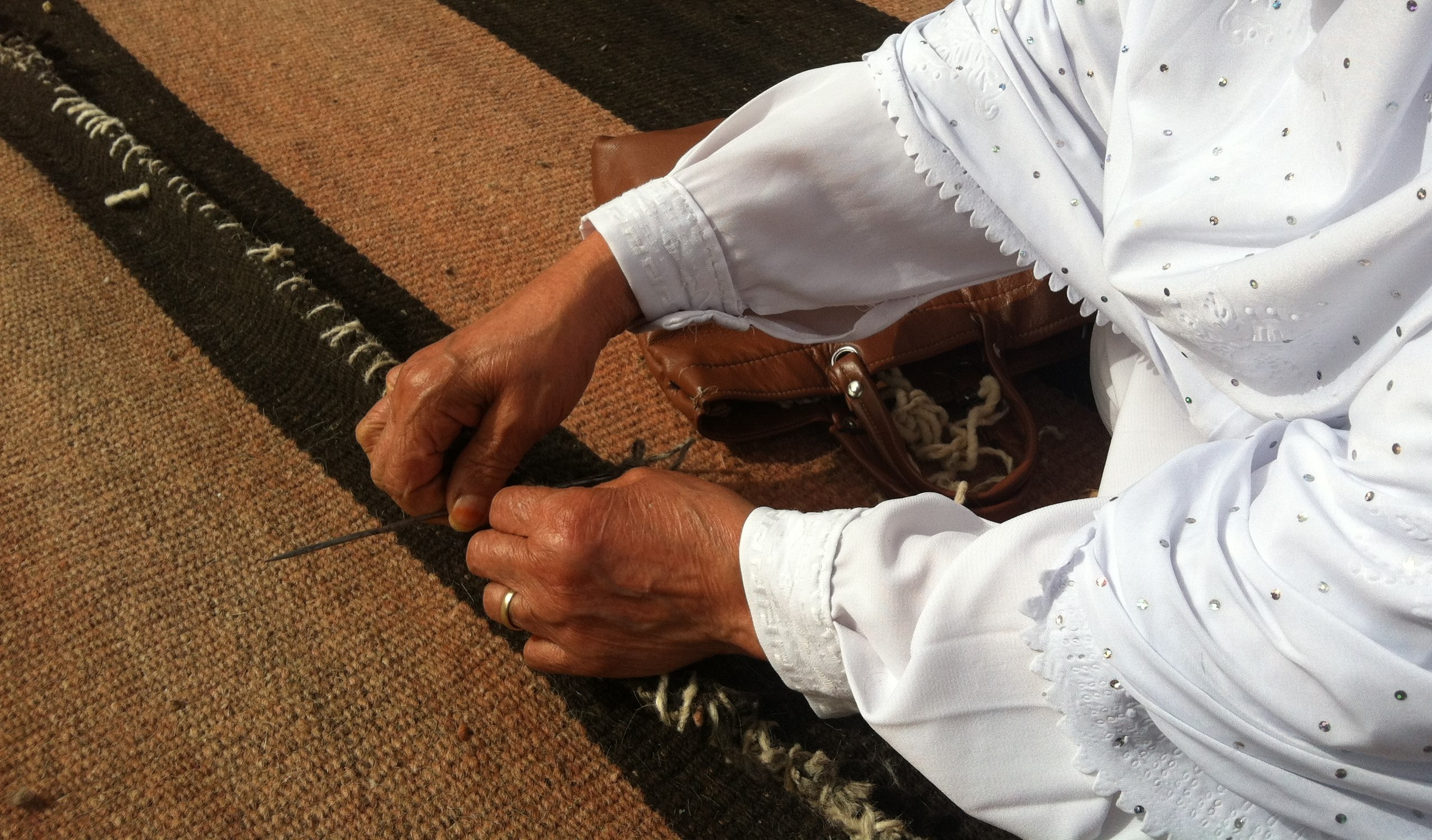
Coudre la tente pour El waada

Les habitants de la tribu Flittas pratiquent encore de nombreuses coutumes et traditions, notamment la waâda, qui montre l'histoire des ancêtres.
Parmi les waâdas les plus importantes figurent,,,, :
- La waâda de Sidi M'hamed Benaouda
- La waâda de Sidi Yahia Seghir
- La waâda de Sidi Lazreg
- La waâda de Sidi Harrat
- La waâda de Sidi Bakhedda
- La waâda de El Ammamra
- La waâda de Sidi Abdelhadi
- La waâda de Sid Slimane

## Galerie

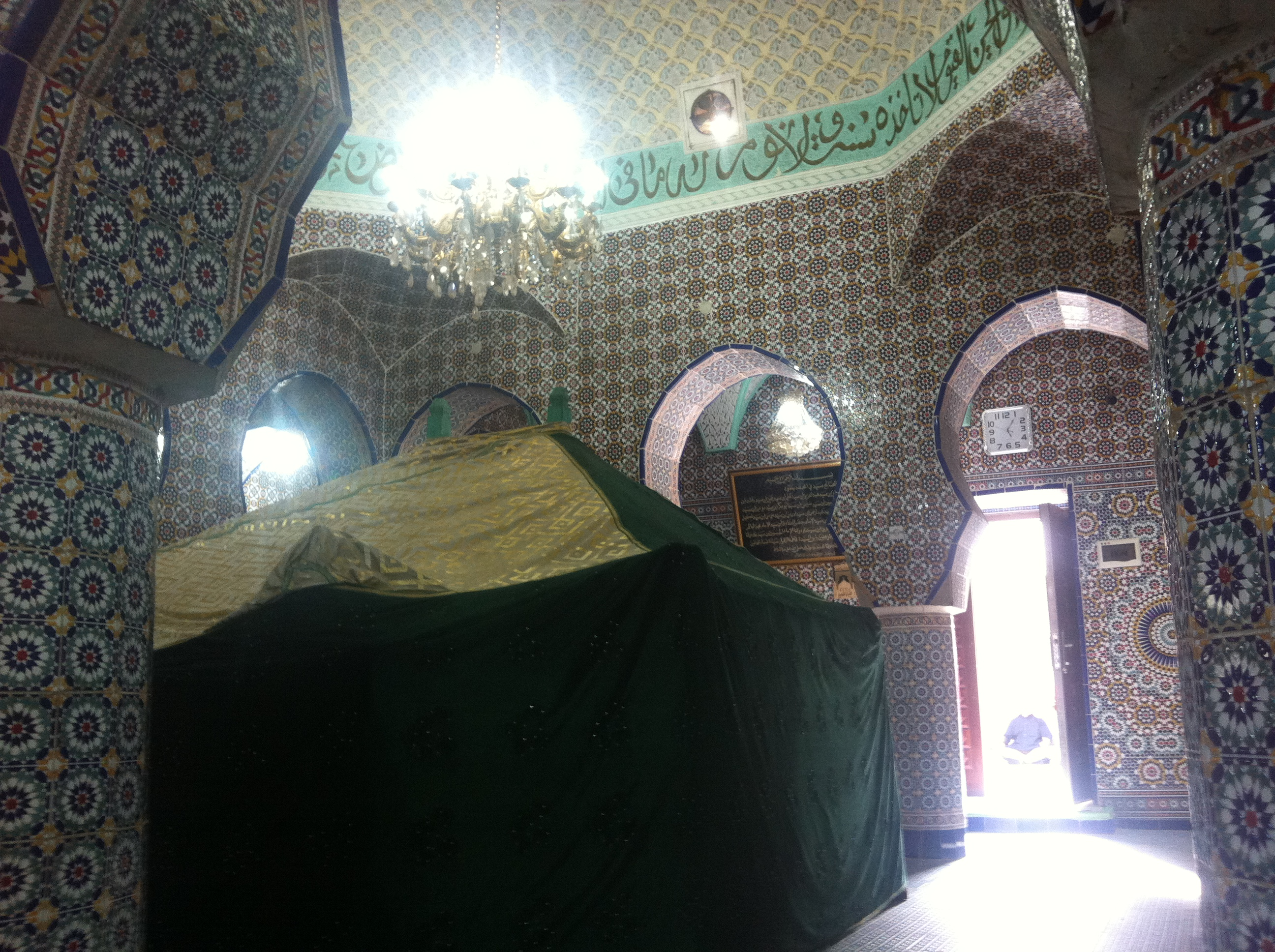
Mausolée de Sidi M'hamed Benaouda
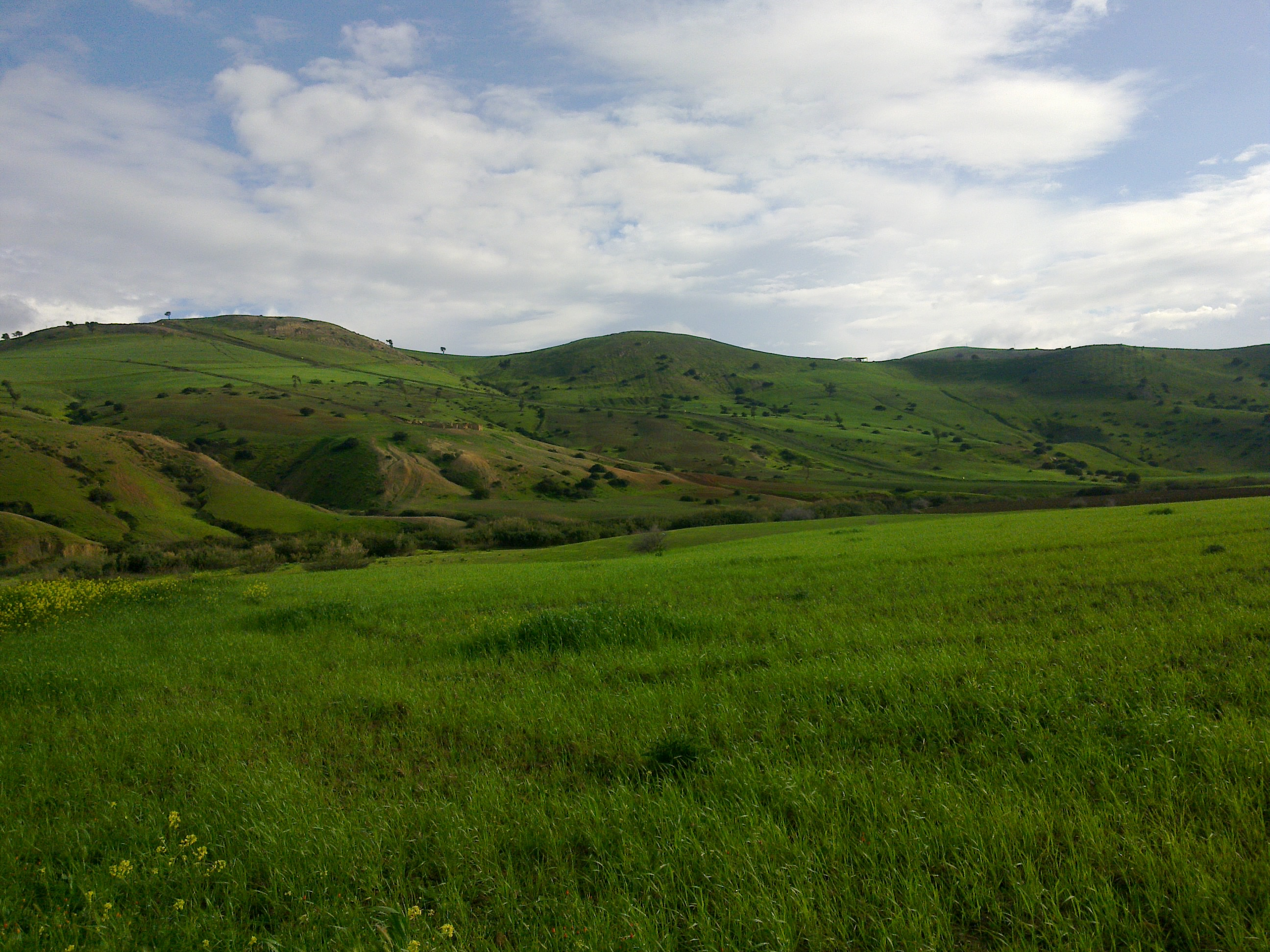
La région de Sidi Lazreg
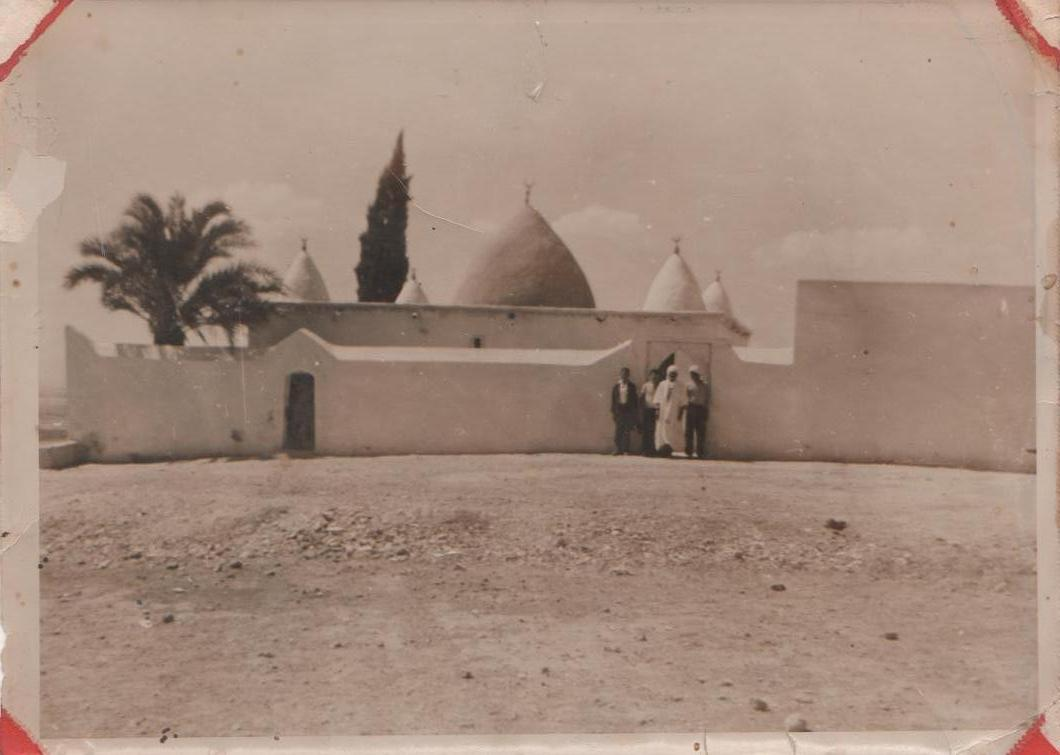
Sidi Harrat